# Dodes'ka-den
Dodes'ka-den (どですかでん Dodesukaden?, ocazionalism onomatopeic echivalent cu „taca-taca”, sunetul scos de un vehicul ce merge pe șine) este un film japonez din 1970 regizat de Akira Kurosawa, inspirat dintr-un volum de povestiri al lui Shūgorō Yamamoto. Este primul film color al lui Kurosawa.
Filmul este o antologie de secvențe combinate care explorează viața mai multor personaje ce trăiesc în niște cocioabe aflate în vârful unei gropi de gunoi. Nu există un conflict central și nici măcar un personaj central. Sunt prezentate mai multe povești care dezvăluie fragilitatea condiției umane, necesitatea interacțiunilor între oameni, suferințele și micile bucurii ale vieții și captivitatea într-un ciclu al existenței care se repetă zi de zi.
Apariția filmului a reprezentat un șoc pentru criticii care urmăreau îndeaproape cariera lui Kurosawa, pentru că nu semăna cu filmele sale anterioare și părea creația unui cineast diferit. Din acest motiv, Dodes'ka-den a fost primit cu indiferență și chiar cu răceală în Japonia, nereușind să-și acopere cheltuielile de producție, dar în ciuda eșecului comercial și critic a fost nominalizat la Premiul Oscar pentru cel mai bun film străin și a câștigat premii în Australia, Uniunea Sovietică, Iugoslavia și Belgia. Producătorii filmului (printre care și Kurosawa) au înregistrat pierderi financiare substanțiale și au trecut zece ani până când Kurosawa a realizat un alt film în Japonia.
Primirea nefavorabilă a filmului în Japonia l-a împins pe Kurosawa într-o depresie profundă: cineastul își ipotecase casa pentru a finanța realizarea filmului și a rămas, la vârsta de 61 de ani, cu mari datorii și cu perspective artistice tot mai sumbre și, de aceea, a încercat să se sinucidă în dimineața zilei de 22 decembrie 1971. A urmat o altă pauză de cinci ani în cariera artistică a lui Kurosawa până când a fost solicitat de studioul sovietic Mosfilm să regizeze filmul Vânătorul din taiga (1975), despre un vânător indigen din pădurile siberiene.
Criticii de film actuali consideră că Dodes'ka-den marchează o schimbare estetică radicală în creația lui Kurosawa către un ton profund pesimist, care va marca toate filmele sale ulterioare. Potrivit istoricului de film Stuart Galbraith IV, Kurosawa simțea nevoia să experimenteze în mod constant, precum Picasso, iar criticii vremii au confundat eronat evoluția continuă a cineastului cu declinul său artistic.

## Rezumat
Lângă o groapă de gunoi de la marginea unui oraș industrializat modern se află un cartier de cocioabe, care alcătuiește un peisaj lipsit de viață și fantomatic. Aici locuiesc mai mulți dezmoșteniți ai sorții: oameni săraci, cerșetori, alcoolici, bandiți sau nebuni, care luptă cu greutățile vieții și cu propriile lor patimi. Primul care apare este băiatul Roku-chan, care trăiește într-o lume fantezistă în care el este vatmanul unui tramvai (sau, după altă sursă, șofer de troleibuz). În lumea sa fantezistă, el este atât tramvaiul, cât și vatmanul tramvaiului și străbate zilnic, după un program prestabilit, un traseu fix pe potecile din groapa de gunoi, rostind permanent refrenul „Dodes'ka-den” („taca-taca”), o imitație a sunetului scos de vehiculul pe care își imaginează că-l conduce. Devotamentul lui față de lumea fantezistă este fanatic. Roku-chan este denumit „țăcănitul cu tramvaiul” (densha baka) de către localnici și de copiii care trec zilnic pe lângă groapa de gunoi. Mama lui se arată a fi preocupată de faptul că Roku-chan este într-adevăr dereglat mintal. (Roku-chan a fost catalogat astfel în mai multe scrieri pe teme cinematografice.) Deplasarea zilnică a lui Roku-chan pe potecile mahalalei permite prezentarea mai multor personaje care duc o viață mizeră și leagă între ele diferite episoade.
Ryotaro, un meșter de perii de păr, este întristat de faptul că soția sa infidelă, Misao, are mai mulți copii din diferite relații adultere, dar îi iubește pe aceștia din toată inima ca și cum ar fi ai lui. Apar, de asemenea, doi muncitori bețivi (Masuda și Kawaguchi) care, fără să-și dea seama, fac uneori noaptea schimb de soții, pentru a reveni a doua zi la propriile soții ca și cum nimic nu s-ar fi întâmplat. Un om stoic și sumbru, numit Hei, este vizitat frecvent de Ochō, care pare a fi fosta lui soție, ce-l înșelase cu mulți ani în urmă, iar el privește în gol în timp ce ea are grijă de treburile casnice. La capătul opus al spectrului se află domnul Shima, bărbatul cu un tic nervos, care își apără întotdeauna nevasta cu un comportament dezagreabil și brutal și se înfurie atunci când prietenii lui o critică. Un cerșetor și fiul său locuiesc în caroseria unei mașini abandonate (Citroën 2CV): în timp ce tatăl visează să devină cândva proprietarul unei case luxoase, băiatul moare în mod tragic în urma unei toxiinfecții alimentare. O fată (Katsuko) este violată de unchiul ei alcoolic, rămâne însărcinată și, într-un moment de nebunie, îl înjunghie pe un tânăr de la magazinul de băuturi alcoolice, care o place, deoarece nu are niciun alt mod de a-și manifesta propriile trăiri emoționale. Când este considerat suspect de viol, unchiul ei decide să-și strângă mărunțișurile și să fugă din oraș pentru a nu fi arestat. Domnul Tamba, meșterul argintar, este un personaj înțelept, care încearcă să facă lucruri bune în acest spațiu mizer: îl calmează pe un tânăr ce agită o sabie katana, îi lasă pe spărgători să-l jefuiască de bani și îl convinge pe un bătrân să nu se sinucidă.
După ce explorează mediul social și angoasa care înconjoară pe multe dintre familiile din această comunitate, precum și visele de evadare pe care multe personaje le întrețin pentru a-și menține cel puțin un nivel aparent de liniște interioară, filmul încheie complet cercul prin revenirea la rutina zilnică a lui Roku-chan. La sfârșitul filmului, odată cu apariția întunericului, Roku-chan este văzut coborând din tramvaiul său imaginar și întorcându-se la mama sa, obosit și mulțumit, ca un muncitor după o lungă zi de muncă.

## Distribuție
- Yoshitaka Zushi - Roku-chan (Rokkuchan), băiatul care se visează vatman de tramvai[30][60]
- Kin Sugai - Okuni, mama lui Roku-chan[60][61]
- Junzaburō Ban - Yukichi Shima, bărbatul cu un tic nervos[60][61]
- Kiyoko Tange - dna. Shima, soția lui[60][61]
- Michio Hino - dl. Ikawa, coleg de serviciu al dlui Shima[60][61]
- Keiji Furuyama - dl. Matsui, coleg de serviciu al dlui Shima[60][61]
- Tappie Shimokawa - dl. Nomoto, coleg de serviciu al dlui Shima[60][61]
- Hisashi Igawa - Masuo Masuda, un muncitor bețiv îmbrăcat în galben[60][61]
- Hideko Okiyama - Tatsu Masuda, soția lui Masuo[60][61]
- Kunie Tanaka - Hatsutaro Kawaguchi, muncitor bețiv îmbrăcat în roșu, prietenul de pahar al lui Masuda[60][61]
- Jitsuko Yoshimura - Yoshie Kawaguchi, soția lui Hatsutaro[60][61]
- Shinsuke Minami - Ryotaro Sawagami, meșterul de perii de păr[44][60]
- Yokō Kusunoki - Misao Sawagami, soția lui Ryotaro[44][60]
- Toshiyuki Tonomura - Taro Sawagami, fiul cel mare al lui Ryotaro[61]
- Hiroshi Akutagawa - sumbrul Hei[44][60]
- Tomoko Naraoka - Ochō, soția lui Hei[60][62]
- Tatsuo Matsumura - Kyota Watanaba, unchiul alcoolic al lui Katsuko[52][60]
- Mari Tsuji - Otane Watanaba, soția lui Kyota[60][61]
- Tomoko Yamazaki - Katsuko Watanaba, nepoata lui Kyota[52][60]
- Masahiko Kametani - Okabe, angajatul de la magazinul de produse alcoolice[60][61]
- Noboru Mitani - cerșetorul[52][60]
- Hiroyuki Kawase - fiul cerșetorului[52][60]
- Atsushi Watanabe - meșterul argintar Tanba[61][62]
- Kazuo Katō - pictorul din ghetou[60][61]
- Kamatari Fujiwara - bătrânul sinucigaș[60][61]
- Sanji Kojima - hoțul[60][62]
- Akemi Negishi - frumoasa mahalalei[62][63]
- Jerry Fujio - Kumamba[62]
- Kōji Mitsui - proprietarul standului de mâncare[64]
- Masahiko Tanimura - vânzătorul de verdețuri[62]
- Kazuo Kato - pictorul[62]
- Shoichi Kuwayama - bucătarul[62]
- Michiko Araki - fata de la bar[62]

## Titlul filmului
Titlul filmului „Dodes'ka-den” reprezintă „cuvintele” teatrale rostite de băiatul Roku-chan care au scopul de a imita sunetul tramvaiului (sau troleibuzului) său imaginar, aflat în mișcare. Nu este un cuvânt onomatopeic real din vocabularul japonez, ci a fost inventat de scriitorul Shūgorō Yamamoto în volumul de povestiri Kisetsu no nai machi⁠(ja)[traduceți] („Orașul fără anotimpuri”), care a stat la baza filmului.
În limba japoneză standard, acest sunet poate fi descris ca gatan goton, fiind echivalent cu „clickity-clack” din limba engleză și cu „taca-taca” în limba română.

## Producție

### Proiecte anterioare
Cinci ani separă lansarea filmelor Barbă Roșie (1965) și Dodes'ka-den (1970). Problemele lui Kurosawa cu Toho, principala companie de producție a filmelor sale, începuseră la momentul realizării filmului Barbă Roșie (1965): cele 50 de zile de filmare planificate s-au lungit până la 2 ani, făcând ca acel film să devină cea mai lungă producție japoneză de până atunci și una dintre cele mai scumpe. Reputația lui Kurosawa a ieșit șifonată: a fost acuzat că are un comportament „tiranic” și că nu respectă programele și bugetele de producție, ignorându-se perfecționismul său.
Cineastul a avut dificultăți să găsească finanțare pentru proiectele sale nu numai din cauza acuzațiilor de nerespectare a termenelor și bugetelor, ci și din cauza tinerilor regizori japonezi care-l considerau un regizor depășit, o relicvă a trecutului. Filmele lui Kurosawa, cu acțiunea extrasă din trecut și cu elemente artistice specifice teatrului nō, aveau un aspect tradiționalist, respins de cineaștii tineri care experimentau forme cinematografice radicale inspirate din Noul Val Francez. Tinerii cineaști japonezi începuseră să-l evite pe Kurosawa, care a observat că avea dificultăți de comunicare cu noua generație de regizori: „Mi-ar plăcea să fiu prieten cu ei, dar din anumite motive mă evită. Unii spun că stilul meu este de modă veche, iar alții spun că sunt doar un om bătrân și nu merită să-mi acorde atenție. În ceea ce mă privește, îmbătrânirea nu este o chestiune de vârstă cronologică, ci de talent și de modul în care ești capabil să-l folosești”.
Industria cinematografică japoneză intrase într-o perioadă de declin: tânăra generație de spectatori prefera filmele americane, în timp ce spectatorii mai în vârstă nu mai mergeau la cinematograf și vizionau filmele prezentate la televizor. În aceste condiții, pe măsură televiziunile acaparau o tot mai mare influență, companiile de producție japoneze începeau să-și restrângă activitatea: Daiei (compania care a produs Rashomon) a intrat în faliment și și-a închis studioul, Nikkatsu a renunțat la filmele chambara și cu gangsteri și s-a orientat către filmele porno, Shochiku a efectuat restructurări masive și a rezistat ca urmare a succeselor înregistrate de seria de filme Tora-san a regizorului Yōji Yamada, în timp ce Toho a rezistat doar datorită filmelor cu buget redus care au acoperit pierderile produse de filmele scumpe ale companiei și s-a asociat cu Nikkatsu în producerea filmelor porno. Din această cauză, carierele unor regizori ca Hiroshi Inagaki, Senkichi Taniguchi, Shirō Toyoda și Ishirō Honda s-au încheiat.
În iulie 1969, împreună cu regizorii japonezi Masaki Kobayashi, Kon Ichikawa și Keisuke Kinoshita, Kurosawa a înființat o companie de producție independentă, Yonki no Kai (Clubul celor patru cavaleri). Scopul formării acestei companii a fost descris astfel de Kurosawa: „Am vrut să formăm un grup care să devină „nucleul” cinematografiei japoneze. Am vrut să facem filme fără să fim nevoiți să luptăm pentru ele la fiecare pas. Am pornit la drum cu un scop destul de idealist, gândindu-ne dacă l-am adăuga pe D'Artagnan la cei trei mușchetari, am avea patru mușchetari. Am crezut că este un mod de salvare a cinematografiei japoneze. Asociația s-a bazat pe faptul că toți aveam personalități individuale puternice”.
Au urmat două încercări eșuate: mai întâi nu a putut strânge fonduri pentru filmul de aventuri american The Runaway Train și apoi a fost concediat de compania 20th Century Fox în 1970 din cauza neînțelegerilor artistice cu privire la regizarea secvențelor japoneze ale filmului de război Tora! Tora! Tora!. Cineastul și-a ipotecat casa pentru a finanța realizarea filmului Dodes'ka-den.

### Scenariul
Kurosawa a abandonat pe moment subiectele sale favorite cu caracter istoric și a decis să realizeze un film de actualitate, ce urma să reprezinte o incursiune într-un mediu real și în mare măsură ignorat al societății japoneze: mediul periferiei sufocate de sărăcie și mizerie. Scenariul filmului, scris de Kurosawa împreună cu Hideo Oguni și Shinobu Hashimoto, a fost inspirat din volumul de povestiri Kisetsu no nai machi („Orașul fără anotimpuri”) al lui Shūgorō Yamamoto, autorul povestirilor care au stat la baza filmelor Sanjuro (1962) și Barbă Roșie (1965).
Acțiunea povestirilor din volumul Kisetsu no nai machi se petrece în mahalaua mizeră a unui oraș nenumit, care este separată de restul orașului de un râu cu apă stătută și murdară. Acel râu poluat reprezintă o graniță pe care nici locuitorii mahalalei și nici locuitorii restului orașului nu o traversează. În acel spațiu sunt aruncate gunoaiele și deșeurile industriale ale unui oraș industrializat modern. Gunoaiele se întind până la orizont, nu se vede niciun copac și nu se aude ciripitul niciunei păsări. Dodes'ka-den evocă un peisaj de coșmar în care natura este poluată, automobilele fără roți devin locuințe, iar moartea amenință zilnic viața localnicilor. Spațiul mizer în care se petrece acțiunea acestui film seamănă, potrivit criticului Donald Richie, cu mahalaua murdară din Îngerul beat (1948), populată cu oameni care luptă să supraviețuiască.
Narațiunea nu este liniară, ca în filmele anterioare ale lui Kurosawa, ci se descompune precum societatea umană afectată de sărăcie și abandonată la periferia orașului, devenind neliniară și difuză. Episoadele narațiunii sunt interconectate arbitrar prin contacte tangente întâmplătoare. Cineastul a folosit opt din cele cincisprezece episoade narative, pe care le-a împărțit în secvențe mai mici și le-a rearanjat pentru a crea un flux narativ și a-i da ansamblului o coerență. Există 103 scene cinematografice care sunt împărțite astfel: scenele 1–17 prezintă principalele personaje și situația lor, scenele 18–68 urmăresc viața personajelor într-un mod neutru sau uneori comic, scenele 69–96 dezvăluie latura neplăcută a vieții localnicilor mahalalei, pentru ca de la scena 97 la scena 103 viața în acel ghetou să revină la „normal”, conturând imaginea unei lumi uitate de la marginea orașului. Criticul de film Roger Ebert nota că toate personajele „sunt osândite să învețe puțin, să-și repete greșelile, să devină captive ale unui sistem care le-a surghiunit la mormanul de gunoi”. Personajele filmului, scria Stuart Galbraith IV, au o voință slabă și trăiesc într-o lume a nostalgiei, a viselor irealizabile și a autoamăgirii.
Legătura între diferitele scene este făcută prin intermediul mișcării zilnice a lui Roku-chan pe potecile mahalalei, care are rolul de dispozitiv narativ. Pe la jumătatea filmului pe traseul zilnic al „tramvaiului” condus de Roku-chan se interpune un pictor cu un șevalet care-l simbolizează pe observatorul extern ce reproduce realitatea vizibilă a mahalalei, fără a-și folosi puterea imaginației pentru a înțelege ceea ce se petrece acolo. Cinematografia este, în opinia lui Kurosawa, arta construirii creative a realității și nu o reproducere mecanică, pur fotografică, a unui mediu social-natural.

### Filmare
Realizat după o lungă perioadă de inactivitate, după eșecul participării la realizarea filmului Tora! Tora! Tora! și în urma provocărilor cineaștilor antirealiști, Dodes'ka-den a fost intenționat a fi răspunsul lui Kurosawa în fața declinului industriei cinematografice japoneze și a radicalismului Noului Val Japonez, precum și un mesaj de dispreț al cineastului la adresa criticilor săi. Potrivit propriilor mărturisiri, cineastul a realizat filmul „parțial pentru a dovedi că nu sunt nebun”, adică pentru a arăta că perfecționismul său legendar nu era patologic.
Scenariul a fost scris la un ryokan (han japonez) în mai puțin de o săptămână (o treime din timpul pe care cei trei scenariști îl anticipaseră), încât directorul hanului a crezut că scenariștii au fost nemulțumiți și s-a oferit să le servească în viitor doar cele mai bune mâncăruri. Activitatea de preproducție a început la 31 martie 1970, iar cineastul a amenajat un platou de filmare în mijlocul gropii de gunoi a orașului Tokyo, construind drumuri și mai multe cocioabe mizere. Kurosawa a cerut elevilor de la școlile din întreaga Japonie să-i trimită desene cu tramvaie pentru a acoperi pereții casei lui Roku-chan, iar într-o scurtă perioadă de timp a primit 2.000 de desene.
Filmările au început la 23 aprilie 1970 la o groapă de gunoi din cartierul Horie-cho, aflat în sectorul Edogawa al capitalei Tokyo. Îngrijorat cu privire la abilitatea sa de a mai face filme, Kurosawa a rostit prima comandă „Yoi, sutato!” (echivalentul japonez al termenului „Motor”) cu o voce tremurată și cu lacrimi în ochi, după cum își amintea Yoshitaka Zushi (interpretul lui Roku-chan). Majoritatea filmărilor au fost realizate pe platoul amenajat în groapa de gunoi, în timp ce casa pe care și-o imaginează cerșetorul este Palatul Akasaka din sectorul Minato al capitalei japoneze.
Dodes'ka-den a avut un buget redus (100 de milioane de yeni, adică aproximativ 300.000 de dolari, iar jumătate din costurile de producție au fost acoperite de cei patru producători executivi ai companiei Yonki no kai), iar, din acest motiv, filmările s-au desfășurat destul de repede și au fost realizate puține duble (regizorul s-a bazat pe interpretările autentice ale actorilor aleși de el). Hiroshi Akutagawa, interpretul lui Hei, a fost instruit de regizor să nu clipească pentru a părea impasibil și a purtat în unele momente o pungă transparentă pe față astfel ca lumina să nu-i pătrundă în ochi. Majoritatea membrilor distribuției erau relativ necunoscuți și foarte puțini dintre ei mai colaboraseră anterior cu Kurosawa (ca, de exemplu, Atsushi Watanabe, Kamatari Fujiwara și Akemi Negishi). A fost primul film al lui Kurosawa fără Toshiro Mifune de la Ikiru (1952), iar Kurosawa nu a apelat nici la vechii săi colaboratori Takashi Shimura și Yoshio Tsuchiya.
Vremea nu a fost bună pentru un film color, iar din acest motiv Dodes'ka-den seamănă mai mult cu un film realizat în procedeul Tehnicolor. Kurosawa a filmat pe o peliculă standard cu lățimea de 35 mm. Filmările au fost încheiate la 29 iunie 1970, la puțin peste două luni de la începerea lor, într-o zi programată inițial pentru repetiții. (Teruyo Nogami, o colaboratoare apropiată a lui Kurosawa, afirmă însă că filmările ar fi durat doar 28 de zile.) Activitatea de montaj s-a desfășurat în principal noaptea, după filmări, iar prima vizionare în cerc restrâns a filmului a avut loc la 17 iulie 1970.
Dodes'ka-den marchează o îndepărtare stilistică de creațiile cinematografice anterioare ale lui Kurosawa, fiind o creație artistică atipică. A fost primul film color al regizorului, care până atunci fusese reticent să folosească pelicula color. Colaborarea cu operatorul Takao Saitō l-a ajutat să înțeleagă tehnica folosirii culorilor. Cineastul a conceput filmul ca un experiment în utilizarea culorii și a ales culori vii în prezentarea tragediei umane. „Dodes'ka-den a fost un fel de experiment color pentru mine. A fost primul meu film color și am încercat tot felul de lucruri, pictând chiar și pământul, ca să nu mai vorbesc de decoruri. Pentru a prezenta aceste personaje în spațiul lor foarte restrâns, a trebuit să folosesc culoarea cât mai mult posibil pentru a scoate la iveală acest decor. Am experimentat acolo în mod conștient”, a afirmat regizorul. Au fost folosite filtre colorate pentru lumină, iar decorurile au fost pictate în culori expresive. Kurosawa folosește culorile în mod expresionist cu scopul de a reaminti publicului că bucuria și suferința sunt strâns legate între ele. Culorile roșu și galben predomină, semnificând prima intensitatea vieții și a doua tenacitatea locuitorilor mahalalei, în timp ce culoarea albastru închis prezentă pe fețele cerșetorilor și a lui Hei transmite senzația apropierii morții.
Efectul produs pe ecranul lat de imaginile filmate cu aparate cu lentilele anamorfice nu l-a mulțumit pe cineast, deoarece culorile i s-au părut șterse, iar procedeul CinemaScope i s-a părut nepotrivit în cazul filmărilor în spații înguste. Mișcarea camerei este redusă la minim, iar filmările cu teleobiectiv au fost realizate doar ocazional. Lungimea peliculei este de 3.824 de metri.
Durata filmului este de 140 de minute. A circulat un zvon că versiunea inițială a filmului era de 244 de minute, dar acesta s-a dovedit a fi doar o legendă urbană ce s-a răspândit în urma unei greșeli de tipar strecurate în cartea The Films of Akira Kurosawa (1998) a lui Donald Richie.

## Lansare
Dodes'ka-den a fost lansat în cinematografele din Japonia la 31 octombrie 1970, unde a fost distribuit de compania Toho. Răspunsul comercial și critic pe piața internă a fost unul nefavorabil, filmul fiind primit cu indiferență și chiar cu răceală atunci când a fost lansat în Japonia. A fost primul film al lui Kurosawa care nu și-a acoperit cheltuielile de producție, în ciuda bugetului mic pe care l-a avut. În urma acestui eșec, compania producătoare Yonki no Kai s-a desființat. Istoricul de film Stuart Galbraith IV a afirmat că primirea rece a filmului s-a datorat faptului că publicul japonez nu a dorit să-și amintească viața grea pe care a dus-o în primii ani de după război și privea cu îngrijorare către recesiunea economică ce se prefigura în acei ani.
Filmul a fost prezentat la 17 noiembrie 1970 la Festivalul de Film de la Londra (Marea Britanie), la 29 iulie 1971 la Festivalul Internațional de Film de la Moscova (URSS), în prezența lui Kurosawa, dar în afara concursului, la 26 august 1971 la Festivalul Internațional de Film de la Veneția (Italia) și la 5 octombrie 1971 la Festivalul de Film de la New York (SUA). Au urmat lansări ale filmului în Danemarca la 10 iunie 1971, în Polonia la 1 martie 1972, în Suedia la 10 aprilie 1972, în Ungaria la 4 mai 1972, în Spania la 5 iulie 1972, în Argentina la 24 august 1972, în Iugoslavia în ianuarie 1973 și în Marea Britanie la 11 mai 1973. Versiunea americană a filmului, cu o durată completă de 140 de minute, a fost lansată în noiembrie 1974.
Primirea nefavorabilă a filmului în Japonia l-a împins pe Kurosawa într-o depresie profundă: cineastul își ipotecase casa pentru a finanța realizarea filmului și a rămas, la vârsta de 61 de ani, cu mari datorii și cu perspective artistice tot mai sumbre și, de aceea, a încercat să se sinucidă în dimineața zilei de 22 decembrie 1971. Kurosawa și-a crestat gâtul și încheieturile de la mâini cu briciul de bărbierit și a fost găsit de menajera sa zăcând pe podeaua băii, într-o baltă de sânge. Realizarea unei adaptări japoneze a romanului Amintiri din casa morților (1860–1862) al lui Dostoievski a fost stopată. A urmat o altă pauză de cinci ani în cariera artistică a lui Kurosawa până când a fost solicitat de studioul sovietic Mosfilm să regizeze filmul Vânătorul din taiga (1975), despre un vânător indigen din pădurile siberiene.

## Recepție

### O nouă etapă de creație
Dodes'ka-den marchează o îndepărtare stilistică de creațiile cinematografice anterioare ale lui Kurosawa, fiind o creație artistică atipică și reprezentând începutul unei noi etape în cariera regizorului. Eșecul proiectelor de la sfârșitul anilor 1960 l-a împins pe Kurosawa într-o stare de lipsă de speranță și de pesimism și l-a determinat să se refugieze în următoarele sale filme în spații mitice sau în trecut. Cineastul a început să contempleze lumea de la distanță și a creat medii sociale tot mai excentrice: o lume a viselor (Dodes'ka-den), un paradis arcadian (Vânătorul din taiga) și lumi trecute violente și sumbre (Kagemusha, Ran). Analizând filmele recente ale lui Kurosawa, cercetătoarea Audie Bock evidenția „distanțarea didactică” față de realitatea contemporană: „Atmosfera de mahala din Dodes'ka-den este greu de găsit în Japonia prosperă contemporană, iar omul cu un caracter neatins reprezentat de Dersu este greu de găsit oriunde în lume”.

### Aprecieri critice

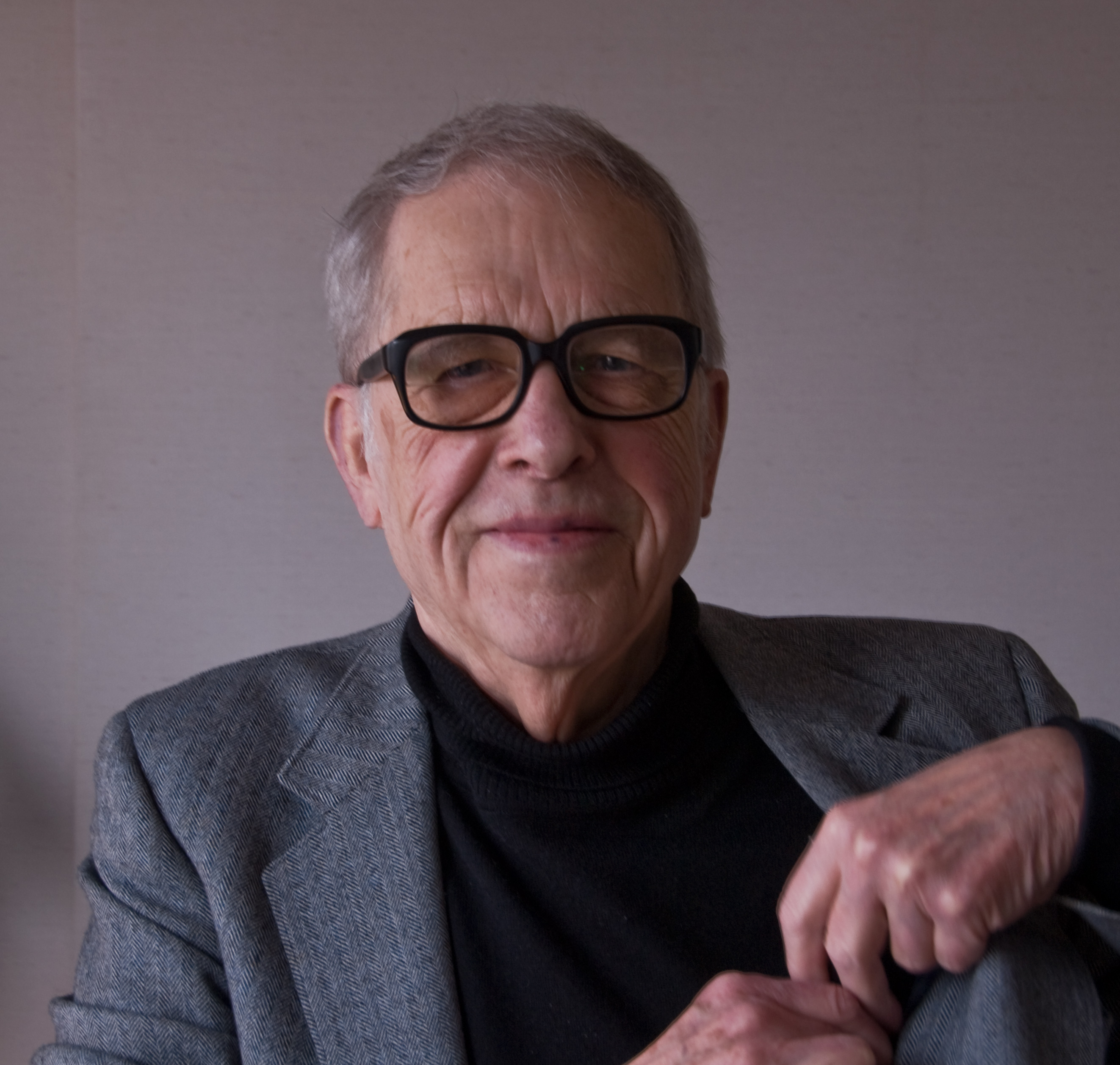
Criticul și istoricul de film Donald Richie a susținut că filmele Dodes'ka-den și Vânătorul din taiga nu seamănă cu filmele anterioare ale lui Kurosawa și par creația unui cineast diferit.

Apariția acestui film a reprezentat un șoc pentru criticii care urmăreau îndeaproape cariera lui Kurosawa, pentru că nu semăna cu filmele sale anterioare și părea creația unui cineast diferit. Cu toate acestea, incursiunea cineastului într-un mediu sărac și mizer i-a făcut pe unii critici să asemene acest film cu Azilul de noapte (1957), o ecranizare a piesei de teatru omonime a lui Maxim Gorki pe care Kurosawa o realizase cu mai mult de un deceniu în urmă. Dodes'ka-den este „o alegorie socială critică” care prezintă condițiile de viață precare ale unor persoane aflate la periferia societății, al căror unic refugiu este doar propria lor lume imaginară. Spre deosebire de filmele realizate de Kurosawa în anii 1960, nu există niciun personaj puternic în filmul Dodes'ka-den. Cineastul abandonează aici glorificarea eroului plin de virtuți și se concentrează pe lupta pentru supraviețuire a unor indivizi adesea ignorați în plan cinematografic, dovedind o sensibilitate asemănătoare cu cea a unor regizori mai tineri precum Shōhei Imamura. Mediul descris în Dodes'ka-den este dominat de sărăcie și mizerie, iar iluzia ia adesea locul realității. Singurul personaj demn în acest mediu sordid este bătrânul meșter Tamba care manifestă empatie pentru suferința celorlalți și îi acceptă fără a-i judeca, transformându-se într-un mediator și un reper moral al locuitorilor mahalalei.
Recenziile critice ale filmului au fost în mare parte nefavorabile. Criticii au afirmat că filmul este nefocalizat și că nu are o direcție narativă clară, în ciuda secvențelor cinematografice reușite. Istoricul de film Stuart Galbraith IV a susținut că filmul este inegal: unele viniete sunt excelent realizate, altele par incomplete, în timp ce unele personaje sunt mai dezvoltate decât altele. Cele mai reușite viniete sunt cele în care apar dl. Shima (funcționarul cu un tic nervos), bătrânul și înțeleptul Tamba și bețivii Kawaguchi și Masuda, vinieta cu nepoata și unchiul abuziv este totuși interesantă, însă vinietele în care apar cei doi cerșetori, dl. Hei (soțul care se comportă ca un zombie și care amintește de Sahachi, pacientul cu o poveste tragică de iubire din Barbă Roșie) și Roku-chan sunt prea simple. Meșterul Tamba este considerat unul dintre puținele personaje realizate complet, anticipându-l, în opinia criticului sus-menționat, pe bătrânul profesor din Madadayo.
Coscenaristul Shinobu Hashimoto, colaborator frecvent al lui Kurosawa, a susținut că Dodes'ka-den este un film „prea mic pentru dl. Kurosawa care s-a specializat în reprezentarea unor imagini mari într-un tablou mare”. Criticul și istoricul de film american Joan Mellen a catalogat Dodes'ka-den drept „un film minor, cu buget redus, care pare doar o umbră ce imită substanța în comparație cu marile creații ale lui Kurosawa”, „o recapitulare fantezistă, cu buget redus, a tuturor temelor sale anterioare, modestă și neambițioasă în utilizarea mediului, precum și cu o privire fundamental disperată asupra mizeriei umane”. Această opinie era împărtășită de criticul și istoricul de film Donald Richie care a afirmat că nu a vrut să scrie capitolele referitoare la filmele Dodes'ka-den și Vânătorul din taiga în ediția actualizată a cărții The Films of Akira Kurosawa (ed. I, 1965; ediție revăzută, 1984) pentru că cele două filme nu-l interesau deoarece păreau creația unui cineast diferit.
Cu toate acestea, au existat și recenzii favorabile, precum cea a lui Douglas Jones, criticul revistei Hollywood Reporter, care, în articolul „New Kurosawa Film Unlike Any Previous” [„Noul film al lui Kurosawa diferit de orice film anterior”] din 8 iunie 1971, a evidențiat umanitatea fermă și lirismul bântuitor al filmului, sau cea a lui David Robinson, care a subliniat „optimismul uman, calitatea umană esențială” a filmului în articolul „Dodeskaden”, publicat în mai 1975 în revista Monthly Film Bulletin. În opinia lui Robinson, Roku-chan „simbolizează artistul, cineastul care creează în întregime prin puterea imaginației sale”, fiind un alter ego al lui Kurosawa prin capacitatea creării unei lumi imaginare și prin tratarea lui cu dispreț de ceilalți.
Opinii parțial pozitive sunt regăsite, de asemenea, în corespondențele trimise de criticii români de la Festivalul Internațional de Film de la Moscova. Astfel, criticul român Călin Căliman scria într-un articol publicat în revista Contemporanul că Akira Kurosawa a făcut „încă o dată dovada unui profesionalism desăvîrșit”, atunci când a renunțat pe moment la subiectele sale favorite cu caracter istoric și a abordat „un subiect spinos de actualitate: lumea periferiei, cu dramele ei explozive sau mocnite, cu tipurile ei pitorești dar și tragice atit de specifice, cu resursele ei nesecate de poezie abia întrezărită, adesea, sub povara mizeriei”. Filmul lui Kurosawa era descris de Căliman drept un „alt «Azil de noapte» al unui alt timp, al unui alt spațiu cinematografic”, care conține, la fel ca restul operei cineastului, o „violență de ordin existențial [...] care pare a avea drept punct de reper (cum s-a mai subliniat) concepția eschiliană a tragediei”. Într-o altă corespondență, publicată de această dată în revista Cinema, scriitorul Romulus Rusan descria acest film drept „o meticuloasă frescă a lumii de lumpeni dintr-o periferie japoneză” realizată de un cineast „neorealist au ralenti” și menționa că „acțiunea pare că nu avansează, dar detaliile se depun încet, neobservat ca firele de nisip într-o deltă a cărei viitoare formă o presimțim, dar a cărei mărime n-o vom ști decît la sfîrșit”. Concluzia lui Rusan era că „aerul straniu al acestei opere îți vorbește, indubitabil, de un mare autor, dar, vai, insolitul și incontrolabilul situațiilor de tip nipon nu pot să nu te facă să te simți – cum spunea cineva – ca un călător sosit într-un oraș necunoscut și care se mulțumește să admire ori să iubească fetele frumoase fără a căuta să le cunoască mai bine”. Mai reținut în opinii, cineastul Șerban Creangă presupunea într-un articol publicat în revista România literară că Dodes'ka-den ar fi „pregătirea unei viitoare realizări, [...] o pauză de meditație în drumul către un alt mare film”.
Prin evocarea unui peisaj descompus și lipsit de viață, Dodes'ka-den a fost considerat, de asemenea, un manifest împotriva poluării industriale, care devenise o problemă majoră a Japoniei până la sfârșitul anilor 1960. Industrializarea puternică a țării în primele decenii de după cel de-al Doilea Război Mondial cauzaseră deteriorarea mediului ambiant și apariția unor boli. Kurosawa urmărea cu îngrijorare procesul intens de industrializare a țării și intenționa să facă un film pe tema poluării, scria Joan Mellen, iar Dodes'ka-den poate fi considerat un astfel de film, prin prezentarea unei lumi contaminate. „Este un film postapocaliptic, care prezintă efortul uman de a supraviețui într-o lume devenită de nelocuit”, susținea profesorul Stephen Prince.
În ciuda faptului că atrage în continuare recenzii critice mixte, Dodes'ka-den a fost votat de doi artiști – Sion Sono și frații Dardenne – în sondajul Sight & Sound al British Film Institute din 2012 drept unul dintre cele mai mari filme ale cinematografiei universale. Enciclopedia cinematografică germană Lexikon des internationalen Films descrie astfel acest film: „Fresca largă a unei lumi izolate de sărăcie și de suferință mentală și fizică în care trăiesc locuitorii unei mahalale de la periferia orașului Tokyo. Primul film color al Kurosawa combină angajamentul social și patosul umanist cu stilizarea estetică idiosincrazică. Dramaturgia subtilă a culorilor și artificialitatea decorurilor subliniază caracterul abstract și parabolic al episoadelor individuale.”. Dodes'ka-den are în prezent un rating de aprobare de 73% pe site-ul agregatorului de recenzii Rotten Tomatoes, pe baza a 11 recenzii (8 pozitive, 3 negative), cu o medie ponderată de 6,40/10. Nu există încă un consens critic cu privire la film.

### Premii
În ciuda criticilor nefavorabile, Dodes'ka-den s-a clasat pe locul 3 în topul celor mai bune filme japoneze ale anului 1970, realizat de revista Kinema Junpō. De asemenea, doi actori care au jucat în Dodes'ka-den au fost premiați în anul 1971 pentru rolurile din mai multe filme: Hisashi Igawa (interpretul bețivului Masuo Masuda) a obținut Premiul Kinema Junpō pentru cel mai bun actor (pentru rolurile din filmele Kazoku și Dodes'ka-den) și Tomoko Naraoka (interpreta lui Ochō, soția lui Hei) a obținut Premiul Mainichi pentru cea mai bună actriță în rol secundar (pentru rolurile din filmele Chi no mure și Dodes'ka-den). Dodes'ka-den a obținut ulterior Premiul pentru excelență la Festivalul Artelor (Geijutsusai), organizat de Ministerul Educației din Japonia.
Filmul a avut mai mult succes în străinătate: a obținut Premiul special al Uniunii Cineaștilor din U.R.S.S. la ediția a VII-a a Festivalului Internațional de Film de la Moscova (20 iulie – 3 august 1971), fără a fi înscris în concurs ca urmare a faptului că regulamentul prevedea că, cu excepția țării gazdă, nici o țară nu putea participa decât cu un singur film de lung metraj, iar Japonia era reprezentată de filmul Hadaka no jūkyūsai al lui Kaneto Shindō (care a câștigat una dintre cele trei medalii de aur), a fost inclus în selecția juriului de la Festivalul de Film de la Veneția în august 1971 și a fost nominalizat la premiul Oscar pentru cel mai bun film străin la cea de-a 44-a ediție a premiilor Oscar din 1972. Câțiva ani mai târziu, în 1978, Dodes'ka-den a câștigat Marele Premiu al Asociației Criticilor de Film din Belgia.

## Film documentar
Compania de producție cinematografică Toho Masterworks a realizat un documentar de scurtmetraj de 36 de minute despre acest film al lui Kurosawa: Akira Kurosawa: It Is Wonderful to Create (Toho Masterworks, 2002).

## Referiri culturale
Scriitorul disident român Mircea Dinescu a scris o poezie intitulată „Dodeskaden”, care a fost inclusă în volumul Moartea citește ziarul, acceptat pentru publicare de Editura Cartea Românească din București, dar respins de Consiliul Culturii și Educației Socialiste (organul de cenzură al R.S. România) și, de aceea, publicat în 1989 în Țările de Jos. Poezia se termină cu următoarele versuri:
Om-vagon, bou-vagon, palid tren
cu baloturi de silă și ură.
Sînt copilul din Dodeskaden
cu ziare aprinse în gură.